# Campeonato Mundial de Baloncesto Femenino Sub-17 de 2016
El IV Campeonato Mundial de Baloncesto Femenino Sub-17 se celebró en Zaragoza, España entre el 22 de junio y el 2 de julio de 2016 bajo la organización de la Federación Internacional de Baloncesto.
Australia obtuvo su primer título tras ganar en la final a Italia, mientras que Estados Unidos obtuvo la medalla de bronce.

## Clasificados
| Competición                                      | Fecha                   | Sede         | Plazas | Clasificados                                    |
| ------------------------------------------------ | ----------------------- | ------------ | ------ | ----------------------------------------------- |
| País anfitrión                                   | 8 de agosto de 2015     | Tokio        | 1      | España                                          |
| Campeonato FIBA Europa Femenino Sub-16 de 2015   | 13–23 de agosto de 2015 | Matosinhos   | 5      | República Checa Portugal Italia Letonia Francia |
| Campeonato FIBA Américas Femenino Sub-16 de 2015 | 24–28 de junio de 2015  | Puebla       | 4      | Canadá Brasil Estados Unidos México             |
| Campeonato FIBA África Femenino Sub-16 de 2015   | 11-19 de julio de 2015  | Antananarivo | 2      | Malí Nigeria                                    |
| Campeonato FIBA Asia Femenino Sub-16 de 2015     | 2-9 de agosto de 2015   | Medan        | 3      | China Japón Corea del Sur                       |
| Campeonato FIBA Oceanía Femenino Sub-16 de 2015  | 14-17 de agosto de 2015 | Tauranga     | 1      | Australia                                       |
| TOTAL                                            |                         |              | 16     |                                                 |

## Organización

### Sedes
| Zaragoza           | Utebo                   | Zaragoza Utebo |
| Pabellón Siglo XXI | Palacio de los deportes | Zaragoza Utebo |
| Capacidad: 2 780   | Capacidad: 2 000        | Zaragoza Utebo |
|                    |                         | Zaragoza Utebo |

## Fase de grupos
Todos los horarios corresponden al huso horario local (GMT+2)

### Sistema de competencia
Fase de grupos
Los 16 equipos participantes están divididos en 4 grupos (A, B, C, y D) compuestos por 4 equipos cada uno de ellos. Cada equipo jugará contra el resto de equipos de su propio grupo (un total de 3 partidos para cada equipo).
Fase Final
Todos los equipos se clasifican para la ronda de octavos de final, en la cual se enfrentarán de forma cruzada entre los Grupos A, B, C y D (A1 - B4, A2 - B3, etc.). Los ganadores de octavos de final avanzan a la ronda de cuartos de final, mientras que los no clasificados pasarán a jugar los partidos de clasificación para las posiciones entre 9-16.

### Grupo A
|   | Equipo       | Pts | PG | PP | PF  | PC  | Dif |
| - | ------------ | --- | -- | -- | --- | --- | --- |
| 1 | Canadá       | 4   | 2  | 0  | 130 | 112 | 18  |
| 2 | Japón        | 3   | 1  | 1  | 132 | 141 | −9  |
| 3 | Letonia      | 4   | 1  | 2  | 128 | 137 | −9  |
| 4 | Nigeria (DQ) | 0   | 0  | 0  | 0   | 0   | 0   |

| 22 de junio | Letonia                                            | 71–77                                 | Japón                                                                         | Zaragoza                                                                            |  |
| 14:15       | Parciales: 19-20, 16-28, 22-14, 14-15              | Parciales: 19-20, 16-28, 22-14, 14-15 | Parciales: 19-20, 16-28, 22-14, 14-15                                         |                                                                                     |  |
|             | Estadísticas Gulbe 13 Lipe 11 Septe 3 Rozentale 14 | Reporte Pts Reb Asts Val              | Estadísticas 30 Yamamoto 12 Takahara 4 Oyoke, Kabashima, Yamamoto 27 Yamamoto | Pabellón: Pabellón Siglo XXI Árbitros: Tiffany Bird Igor Mitrovski Abdelaziz Abassi |  |

| 23 de junio | Canadá                                                          | (Pr.) 60–57                                      | Letonia                                                                              | Zaragoza                                                                                   |  |
| 16:30       | Parciales: 15-11, 8-17, 14-11, 13-11 (T.E.: 10-7                | Parciales: 15-11, 8-17, 14-11, 13-11 (T.E.: 10-7 | Parciales: 15-11, 8-17, 14-11, 13-11 (T.E.: 10-7                                     |                                                                                            |  |
|             | Estadísticas Amihere 18 Amihere 21 cinco jugadoras 1 Amihere 35 | Reporte Pts Reb Asts Val                         | Estadísticas 16 Mote 9 Rozentale, Gulbe 2 Nikola Ozola Ozola, Klavina, Septe 11 Mote | Pabellón: Pabellón Siglo XXI Árbitros: Sebastián Negrón Ricardo Hayles Didier Shema-Maboko |  |

| 25 de junio | Japón                                               | 55–77                                 | Canadá                                                  | Zaragoza                                                                         |  |
| 09:45       | Parciales: 17-17, 10-17, 10-19, 18-17               | Parciales: 17-17, 10-17, 10-19, 18-17 | Parciales: 17-17, 10-17, 10-19, 18-17                   |                                                                                  |  |
|             | Estadísticas Takahara 12 Mima 13 Yamamoto 4 Mima 14 | Reporte Pts Reb Asts Val              | Estadísticas 20 Amihere 16 Amihere 4 Donovan 30 Amihere | Pabellón: Pabellón Siglo XXI Árbitros: Susana Gómez Jelena Tomić Andrada Csender |  |

### Grupo B
|   | Equipo    | Pts | PG | PP | PF  | PC  | Dif  |
| - | --------- | --- | -- | -- | --- | --- | ---- |
| 1 | Australia | 6   | 3  | 0  | 219 | 127 | 92   |
| 2 | China     | 5   | 2  | 1  | 179 | 153 | 26   |
| 3 | Francia   | 4   | 1  | 2  | 157 | 138 | 19   |
| 4 | México    | 3   | 0  | 3  | 108 | 245 | −137 |

| 22 de junio | Australia                                            | 98–38                              | México                                      | Utebo                                                                                   |  |
| 13:45       | Parciales: 19-8, 26-7, 27-15, 26-8                   | Parciales: 19-8, 26-7, 27-15, 26-8 | Parciales: 19-8, 26-7, 27-15, 26-8          |                                                                                         |  |
|             | Estadísticas Conti 14 Magbegor 8 Conti 6 Magbegor 22 | Reporte Pts Reb Asts Val           | Estadísticas 9 Ruiz 8 Cano 3 Canseco 5 Cano | Pabellón: Palacio de los Deportes Árbitros: Ingus Baumanis Alexey Davydov Babacar Guèye |  |

| 22 de junio | Francia                                                      | 44–56                              | China                                        | Utebo                                                                                    |  |
| 16:00       | Parciales: 7-6, 17-14, 5-21, 15-15                           | Parciales: 7-6, 17-14, 5-21, 15-15 | Parciales: 7-6, 17-14, 5-21, 15-15           |                                                                                          |  |
|             | Estadísticas Sissoko Sissoko 7 Bretagne 5 Sissoko, Tahane 10 | Reporte Pts Reb Asts Val           | Estadísticas 17 Han 8 Han 6 Y. Li 17 Y. Wang | Pabellón: Palacio de los Deportes Árbitros: Daniel García Ricardo Hayles Andrada Csender |  |

| 23 de junio | México                                      | 27–65                              | Francia                                             | Utebo                                                                           |  |
| 13:45       | Parciales: 4-16, 3-14, 6-23, 14-12          | Parciales: 4-16, 3-14, 6-23, 14-12 | Parciales: 4-16, 3-14, 6-23, 14-12                  |                                                                                 |  |
|             | Estadísticas Cano 7 Ayala 8 Landin 2 Cano 7 | Reporte Pts Reb Asts Val           | Estadísticas 12 Pouye 10 Fofana 4 Bretagne 14 Pouye | Pabellón: Palacio de los Deportes Árbitros: Pavel Fuska Alice Lei Viola Györgyi |  |

| 23 de junio | China                                          | 41–66                               | Australia                                                               | Zaragoza                                                                           |  |
| 14:15       | Parciales: 5-21, 6-17, 18-15, 12-13            | Parciales: 5-21, 6-17, 18-15, 12-13 | Parciales: 5-21, 6-17, 18-15, 12-13                                     |                                                                                    |  |
|             | Estadísticas J. Wang 18 Han 8 J. Wang 3 Han 14 | Reporte Pts Reb Asts Val            | Estadísticas 16 Simons 8 Shelley, Magbegor 3 Cubillo, Simmons 18 Simons | Pabellón: Pabellón Siglo XXI Árbitros: Igor Mitrovski Jelena Tomić Andrada Csender |  |

| 25 de junio | Australia                                              | 55–48                                | Francia                                                              | Zaragoza                                                                           |  |
| 12:00       | Parciales: 15-10, 12-12, 14-8, 14-18                   | Parciales: 15-10, 12-12, 14-8, 14-18 | Parciales: 15-10, 12-12, 14-8, 14-18                                 |                                                                                    |  |
|             | Estadísticas Simmons 13 Simmons 9 Simmons 5 Simmons 21 | Reporte Pts Reb Asts Val             | Estadísticas 9 Sissoko, Tahane, Mbandu 8 Fofana 3 Bretagne 11 Mbandu | Pabellón: Pabellón Siglo XXI Árbitros: Tomislav Hordov José Fernández Tiffany Bird |  |

| 25 de junio | China                                          | 82–43                                | México                                                           | Utebo                                                                               |  |
| 12:00       | Parciales: 23-10, 13-14, 29-12, 17-7           | Parciales: 23-10, 13-14, 29-12, 17-7 | Parciales: 23-10, 13-14, 29-12, 17-7                             |                                                                                     |  |
|             | Estadísticas Han 18 Han 9 J. Wang 7 J. Wang 23 | Reporte Pts Reb Asts Val             | Estadísticas 12 Payan 11 Ayala 2 Rangel, Ayala, Canseco 12 Payan | Pabellón: Palacio de los Deportes Árbitros: Ivor Matějek Sun Hee Hong Chun Yip Yuen |  |

### Grupo C
|   | Equipo          | Pts | PG | PP | PF  | PC  | Dif  |
| - | --------------- | --- | -- | -- | --- | --- | ---- |
| 1 | Estados Unidos  | 6   | 3  | 0  | 235 | 163 | 72   |
| 2 | Italia          | 5   | 2  | 1  | 192 | 183 | 9    |
| 3 | República Checa | 4   | 1  | 2  | 212 | 185 | 27   |
| 4 | Corea del Sur   | 3   | 0  | 3  | 166 | 274 | −108 |

| 22 de junio | Italia                                               | 59–57                                 | República Checa                                                       | Utebo                                                                                         |  |
| 18:15       | Parciales: 15-10, 11-16, 20-13, 13-18                | Parciales: 15-10, 11-16, 20-13, 13-18 | Parciales: 15-10, 11-16, 20-13, 13-18                                 |                                                                                               |  |
|             | Estadísticas Fassina 16 Madera 10 Pinzan 5 Madera 17 | Reporte Pts Reb Asts Val              | Estadísticas 19 Smutná 8 Brabencová 4 Pospíšilová, Sotolová 18 Smutná | Pabellón: Palacio de los Deportes Árbitros: Omar Bermúdez Sarah Carey Gonzalo Salgueiro Marti |  |

| 22 de junio | Estados Unidos                                              | 104–45                               | Corea del Sur                                          | Utebo                                                                                            |  |
| 20:30       | Parciales: 28-14, 23-7, 26-10, 27-14                        | Parciales: 28-14, 23-7, 26-10, 27-14 | Parciales: 28-14, 23-7, 26-10, 27-14                   |                                                                                                  |  |
|             | Estadísticas Collier 22 de Costa 17 Henderson 10 Collier 27 | Reporte Pts Reb Asts Val             | Estadísticas 17 J. Park 10 J. Park 3 Y. Lim 11 J. Park | Pabellón: Palacio de los Deportes Árbitros: Susana Gómez James Alexander Boyer Nicolas Fernandes |  |

| 24 de junio | Corea del Sur                                          | 67–78                                 | Italia                                            | Utebo                                                                               |  |
| 13:45       | Parciales: 19-22, 15-20, 15-17, 18-19                  | Parciales: 19-22, 15-20, 15-17, 18-19 | Parciales: 19-22, 15-20, 15-17, 18-19             |                                                                                     |  |
|             | Estadísticas J. Park 20 J. Park 9 J. Park 5 J. Park 27 | Reporte Pts Reb Asts Val              | Estadísticas 18 Vella 10 Fassina 8 Vella 22 Vella | Pabellón: Palacio de los Deportes Árbitros: Tomislav Hordov Alice Lei Babacar Guèye |  |

| 24 de junio | República Checa                                         | 63–72                                 | Estados Unidos                                                               | Zaragoza                                                                         |  |
| 14:15       | Parciales: 12-20, 11-13, 23-20, 17-19                   | Parciales: 12-20, 11-13, 23-20, 17-19 | Parciales: 12-20, 11-13, 23-20, 17-19                                        |                                                                                  |  |
|             | Estadísticas Smutná 14 Šípová 6 Pospíšilová 4 Smutná 12 | Reporte Pts Reb Asts Val              | Estadísticas 13 Nelson-Ododa 16 de Costa 4 Henderson, Nelson-Ododa 15 Bailey | Pabellón: Pabellón Siglo XXI Árbitros: Fabiano Huber Alexey Davydov Yener Yılmaz |  |

| 25 de junio | Estados Unidos                                                   | 59–55                               | Italia                                            | Zaragoza                                                                                       |  |
| 21:00       | Parciales: 7-9, 21-21, 13-10, 18-15                              | Parciales: 7-9, 21-21, 13-10, 18-15 | Parciales: 7-9, 21-21, 13-10, 18-15               |                                                                                                |  |
|             | Estadísticas Williams 20 Nelson-Ododa 16 Henderson 3 de Costa 20 | Reporte Pts Reb Asts Val            | Estadísticas 16 Pinzan 7 Cubaj 4 Pinzan 19 Pinzan | Pabellón: Pabellón Siglo XXI Árbitros: Gonzalo Salgueiro Marti Didier Shema-Maboko Sarah Carey |  |

| 25 de junio | República Checa                                                                    | 92–54                                | Corea del Sur                                          | Utebo                                                                                  |  |
| 21:00       | Parciales: 24-16, 14-11, 22-9, 32-18                                               | Parciales: 24-16, 14-11, 22-9, 32-18 | Parciales: 24-16, 14-11, 22-9, 32-18                   |                                                                                        |  |
|             | Estadísticas Vitulová 20 Vitulová, Sotolová 8 Pospíšilová, Voráčková 5 Vitulová 28 | Reporte Pts Reb Asts Val             | Estadísticas 20 J. Park 7 J. Park 3 J. Park 19 J. Park | Pabellón: Palacio de los Deportes Árbitros: Aare Halliko Juan Fernández Mehdi Difallah |  |

### Grupo D
|    | Equipo   | Pts | PG | PP | PF  | PC  | Dif |
| -- | -------- | --- | -- | -- | --- | --- | --- |
| 1  | España   | 6   | 3  | 0  | 206 | 172 | 34  |
| 21 | Portugal | 4   | 1  | 2  | 161 | 165 | −4  |
| 31 | Malí     | 4   | 1  | 2  | 188 | 203 | −15 |
| 41 | Brasil   | 4   | 1  | 2  | 186 | 201 | −15 |

1 Criterio de desempate: Resultado de los enfrentamientos directos. Portugal: 3 pts, +4 DP; Malí: 3 pts, -1 DP; Brasil 3 pts, -3 DP.
| 22 de junio | España                                                     | 59–51                                 | Portugal                                                 | Zaragoza                                                                     |  |
| 16:30       | Parciales: 12-14, 16-13, 13-12, 18-12                      | Parciales: 12-14, 16-13, 13-12, 18-12 | Parciales: 12-14, 16-13, 13-12, 18-12                    |                                                                              |  |
|             | Estadísticas Ayuso 14 Galerón 11 L. Rodríguez 5 Galerón 18 | Reporte Pts Reb Asts Val              | Estadísticas 27 Ramos 13 Jordão 3 Ramos, Jordão 20 Ramos | Pabellón: Pabellón Siglo XXI Árbitros: Yener Yılmaz Jelena Tomić Takaki Kato |  |

| 22 de junio | Brasil                                                       | 70–77                                 | Malí                                                         | Zaragoza                                                                      |  |
| 21:00       | Parciales: 14-16, 15-24, 20-16, 21-21                        | Parciales: 14-16, 15-24, 20-16, 21-21 | Parciales: 14-16, 15-24, 20-16, 21-21                        |                                                                               |  |
|             | Estadísticas da Silva 18 da Silva 12 Nicoletti 4 da Silva 19 | Reporte Pts Reb Asts Val              | Estadísticas 24 Kourouma 13 Kourouma 3 M. Traoré 27 Kourouma | Pabellón: Pabellón Siglo XXI Árbitros: Pavel Fuska Chun Yip Yuen Viola Györgi |  |

| 24 de junio | Portugal                                                          | 54–58                              | Brasil                                                          | Utebo                                                                               |  |
| 18:15       | Parciales: 22-8, 8-20, 6-13, 18-17                                | Parciales: 22-8, 8-20, 6-13, 18-17 | Parciales: 22-8, 8-20, 6-13, 18-17                              |                                                                                     |  |
|             | Estadísticas Chermiti 18 Ramos, Santos, Jordão 6 Ramos 5 Ramos 11 | Reporte Pts Reb Asts Val           | Estadísticas 24 Nicoletti 14 Nicoletti 4 Nicoletti 17 Nicoletti | Pabellón: Palacio de los Deportes Árbitros: Ivor Matějek Sun Hee Hong Chun Yip Yuen |  |

| 24 de junio | Malí                                                          | 63–77                                 | España                                               | Zaragoza                                                                                            |  |
| 18:45       | Parciales: 17-14, 11-21, 20-20, 15-22                         | Parciales: 17-14, 11-21, 20-20, 15-22 | Parciales: 17-14, 11-21, 20-20, 15-22                | |  |
|             | Estadísticas M. Traoré 21 Kourouma 13 N. Traoré 3 Kourouma 19 | Reporte Pts Reb Asts Val              | Estadísticas 21 Galerón 10 Serrat 5 Ayuso 25 Galerón | Pabellón: Pabellón Siglo XXI Árbitros: Matthew Leigh Kallio Safarzadeh Amirhossein Abassi Abdelaziz |  |

| 25 de junio | España                                                      | 70–58                                 | Brasil                                                       | Utebo                                                                                          |  |
| 18:45       | Parciales: 21-22, 17-11, 17-11, 15-14                       | Parciales: 21-22, 17-11, 17-11, 15-14 | Parciales: 21-22, 17-11, 17-11, 15-14                        |                                                                                                |  |
|             | Estadísticas Galerón 18 Galerón 8 Ayuso 5 Ayuso, Galerón 19 | Reporte Pts Reb Asts Val              | Estadísticas 16 Nicoletti 6 Sousa 3 Nicoletti 16 Chukwumaeze | Pabellón: Palacio de los Deportes Árbitros: Babacar Guèye Amirhossein Safarzadeh Omar Bermúdez |  |

| 25 de junio | Malí                                                         | 48–56                                | Portugal                                                | Zaragoza                               |  |
| 18:45       | Parciales: 11-12, 14-13, 16-21, 7-10                         | Parciales: 11-12, 14-13, 16-21, 7-10 | Parciales: 11-12, 14-13, 16-21, 7-10                    |                                        |  |
|             | Estadísticas Kourouma 13 Kourouma 13 M. Traoré 2 Kourouma 15 | Reporte Pts Reb Asts Val             | Estadísticas 17 Ramos 9 Silva, Santos 5 Ramos 16 Santos | Pabellón: Pabellón Siglo XXI Árbitros: |  |

## Cuadro final
Todos los horarios corresponden al huso horario local (GMT+2)
|  | Octavos de final | Octavos de final |                 |         | Cuartos de final | Cuartos de final |  |                | Semifinales | Semifinales  |              |        | Final          | Final      |  |
|  | 27 de junio      | 27 de junio      |                 |         | 29 de junio      | 29 de junio      |  |                | 1 de julio  | 1 de julio   |              |        | 2 de julio     | 2 de julio |  |
|  |                  |                  |                 |         |                  |                  |  |                |             |              |              |        |                |            |  |
|  |                  |                  |                 |         |                  |                  |  |                |             |              |              |        |                |            |  |
|  | México           | 37               |                 |         |                  |                  |  |                |             |              |              |        |                |            |  |
|  | México           | 37               |                 |         |                  |                  |  |                |             |              |              |        |                |            |  |
|  | Canadá           | 72               |                 |         |                  |                  |  |                |             |              |              |        |                |            |  |
|  | Canadá           | 72               |                 | Canadá  | 56               |                  |  |                |             |              |              |        |                |            |  |
|  |                  |                  |                 | Canadá  | 56               |                  |  |                |             |              |              |        |                |            |  |
|  |                  |                  | Italia          | 58      |                  |                  |  |                |             |              |              |        |                |            |  |
|  | Italia           | 58               | Italia          | 58      |                  |                  |  |                |             |              |              |        |                |            |  |
|  | Italia           | 58               |                 |         |                  |                  |  |                |             |              |              |        |                |            |  |
|  | Malí             | 55               |                 |         |                  |                  |  |                |             |              |              |        |                |            |  |
|  | Malí             | 55               |                 |         |                  |                  |  | Italia         | 62          |              |              |        |                |            |  |
|  |                  |                  |                 |         |                  |                  |  | Italia         | 62          |              |              |        |                |            |  |
|  |                  |                  | China           | 51      |                  |                  |  |                |             |              |              |        |                |            |  |
|  | China            | 76               | China           | 51      |                  |                  |  |                |             |              |              |        |                |            |  |
|  | China            | 76               |                 |         |                  |                  |  |                |             |              |              |        |                |            |  |
|  | Letonia          | 46               |                 |         |                  |                  |  |                |             |              |              |        |                |            |  |
|  | Letonia          | 46               |                 | China   | 55               |                  |  |                |             |              |              |        |                |            |  |
|  |                  |                  |                 | China   | 55               |                  |  |                |             |              |              |        |                |            |  |
|  |                  |                  | España          | 51      |                  |                  |  |                |             |              |              |        |                |            |  |
|  | España           | 78               | España          | 51      |                  |                  |  |                |             |              |              |        |                |            |  |
|  | España           | 78               |                 |         |                  |                  |  |                |             |              |              |        |                |            |  |
|  | Corea del Sur    | 44               |                 |         |                  |                  |  |                |             |              |              |        |                |            |  |
|  | Corea del Sur    | 44               |                 |         |                  |                  |  |                |             |              |              | Italia | 38             |            |  |
|  |                  |                  |                 |         |                  |                  |  |                |             |              |              | Italia | 38             |            |  |
|  |                  |                  | Australia       | 62      |                  |                  |  |                |             |              |              |        |                |            |  |
|  | Japón            | 52               | Australia       | 62      |                  |                  |  |                |             |              |              |        |                |            |  |
|  | Japón            | 52               |                 |         |                  |                  |  |                |             |              |              |        |                |            |  |
|  | Francia          | 58               |                 |         |                  |                  |  |                |             |              |              |        |                |            |  |
|  | Francia          | 58               |                 | Francia | 45               |                  |  |                |             |              |              |        |                |            |  |
|  |                  |                  |                 | Francia | 45               |                  |  |                |             |              |              |        |                |            |  |
|  |                  |                  | Estados Unidos  | 56      |                  |                  |  |                |             |              |              |        |                |            |  |
|  | Estados Unidos   | 79               | Estados Unidos  | 56      |                  |                  |  |                |             |              |              |        |                |            |  |
|  | Estados Unidos   | 79               |                 |         |                  |                  |  |                |             |              |              |        |                |            |  |
|  | Brasil           | 62               |                 |         |                  |                  |  |                |             |              |              |        |                |            |  |
|  | Brasil           | 62               |                 |         |                  |                  |  | Estados Unidos | 60          |              |              |        |                |            |  |
|  |                  |                  |                 |         |                  |                  |  | Estados Unidos | 60          |              |              |        |                |            |  |
|  |                  |                  | Australia       | 73      |                  |                  |  |                |             |              |              |        |                |            |  |
|  |                  |                  | Australia       | 73      |                  |                  |  |                |             |              |              |        |                |            |  |
|  |                  |                  |                 |         |                  |                  |  |                |             |              |              |        |                |            |  |
|  |                  |                  |                 |         |                  |                  |  |                |             |              |              |        |                |            |  |
|  |                  | Australia        | 83              |         |                  |                  |  |                |             | Tercer lugar | Tercer lugar |        |                |            |  |
|  |                  |                  | 83              |         |                  |                  |  |                |             | Tercer lugar | Tercer lugar |        |                |            |  |
|  |                  |                  | República Checa | 53      |                  |                  |  |                |             |              |              |        |                |            |  |
|  | República Checa  | 49               | República Checa | 53      |                  |                  |  |                |             |              | China        | 50     |                |            |  |
|  | República Checa  | 49               |                 |         |                  |                  |  |                |             |              | China        | 50     |                |            |  |
|  | Portugal         | 31               |                 |         |                  |                  |  |                |             |              |              |        | Estados Unidos | 65         |  |
|  | Portugal         | 31               |                 |         |                  |                  |  |                |             |              |              |        | Estados Unidos | 65         |  |
|  |                  |                  |                 |         |                  |                  |  |                |             |              |              |        |                |            |  |

#### Octavos de final
| 27 de junio | República Checa                                                      | 49–31                              | Portugal                                              | Utebo                                                                                       |  |
| 13:45       | Parciales: 11-13, 8-4, 14-10, 16-4                                   | Parciales: 11-13, 8-4, 14-10, 16-4 | Parciales: 11-13, 8-4, 14-10, 16-4                    |                                                                                             |  |
|             | Estadísticas Pospíšilová 11 Brabencová 12 Voráčková 3 Pospíšilová 15 | Reporte Pts Reb Asts Val           | Estadísticas 10 Jordão 10 Jordão 3 Chermiti 10 Jordão | Pabellón: Palacio de los Deportes Árbitros: Sebastián Negrón Susana Gómez Nicolas Fernandes |  |

| 27 de junio | Canadá                                           | 72–37                                | México                                           | Utebo                                                                                |  |
| 16:00       | Parciales: 22-10, 18-10, 18-6, 14-11             | Parciales: 22-10, 18-10, 18-6, 14-11 | Parciales: 22-10, 18-10, 18-6, 14-11             |                                                                                      |  |
|             | Estadísticas Brown 14 Makolo 12 Hall 5 Makolo 20 | Reporte Pts Reb Asts Val             | Estadísticas 15 Payán 6 Ayala 3 Rangel 7 Morones | Pabellón: Palacio de los Deportes Árbitros: Tomislav Hordov Alice Lei Alexey Davydov |  |

| 27 de junio | Italia                                              | 58–55                                 | Malí                                                                       | Zaragoza                                                                           |  |
| 16:30       | Parciales: 13-18, 14-11, 16-14, 15-12               | Parciales: 13-18, 14-11, 16-14, 15-12 | Parciales: 13-18, 14-11, 16-14, 15-12                                      |                                                                                    |  |
|             | Estadísticas Madera 19 Madera 12 Verona 3 Madera 28 | Reporte Pts Reb Asts Val              | Estadísticas 22 Coulibaly 5 Doumbia, Haidara, Sidibe 4 Sidibe 18 Coulibaly | Pabellón: Pabellón Siglo XXI Árbitros: Igor Mitrovski Sun Hee Hong Andrada Csender |  |

| 27 de junio | Estados Unidos                                                     | 79–62                                 | Brasil                                                                           | Utebo                                                                                    |  |
| 18:15       | Parciales: 18-20, 20-12, 25-15, 16-15                              | Parciales: 18-20, 20-12, 25-15, 16-15 | Parciales: 18-20, 20-12, 25-15, 16-15                                            |                                                                                          |  |
|             | Estadísticas Williams, Bailey 19 Williams 10 Henderson 7 Bailey 22 | Reporte Pts Reb Asts Val              | Estadísticas 12 de Oliveira 8 da Silva 3 de Oliveira 10 de Oliveira, Chukwumaeze | Pabellón: Palacio de los Deportes Árbitros: Carlos Peruga Babacar Guèye Abdelaziz Abassi |  |

| 27 de junio | Japón                                                             | 52–58                               | Francia                                                            | Zaragoza                                                                           |  |
| 18:45       | Parciales: 16-17, 11-16, 7-9, 18-16                               | Parciales: 16-17, 11-16, 7-9, 18-16 | Parciales: 16-17, 11-16, 7-9, 18-16                                |                                                                                    |  |
|             | Estadísticas Yamamoto 14 Takahara 4 Takahara 2 Mima, Hashiguchi 8 | Reporte Pts Reb Asts Val            | Estadísticas 15 Sissoko 11 Fofana, Gnago 3 Pouye, Tahane 19 Tahane | Pabellón: Pabellón Siglo XXI Árbitros: Ingus Baumanis Ricardo Hayles Omar Bermúdez |  |

| 27 de junio | Letonia                                         | 46–76                                | China                                                             | Utebo                                                                                |  |
| 20:30       | Parciales: 21-19, 3-22, 10-15, 12-20            | Parciales: 21-19, 3-22, 10-15, 12-20 | Parciales: 21-19, 3-22, 10-15, 12-20                              |                                                                                      |  |
|             | Estadísticas Gulbe 10 Meldere 6 Septe 3 Lipe 10 | Reporte Pts Reb Asts Val             | Estadísticas 18 J. Wang 9 L. Zhang 6 L. Zhang, J. Wang 27 J. Wang | Pabellón: Palacio de los Deportes Árbitros: Mehdi Difallah Viola Györgyi Sarah Carey |  |

| 27 de junio | Corea del Sur                                                  | 44–78                               | España                                                | Zaragoza                                                                                  |  |
| 21:00       | Parciales: 13-18, 16-25, 9-18, 6-17                            | Parciales: 13-18, 16-25, 9-18, 6-17 | Parciales: 13-18, 16-25, 9-18, 6-17                   |                                                                                           |  |
|             | Estadísticas J. Park 17 S. Lee 8 cuatro jugadoras 1 J. Park 20 | Reporte Pts Reb Asts Val            | Estadísticas 12 Galerón 10 Serrat 4 Ayuso 21 Pendande | Pabellón: Pabellón Siglo XXI Árbitros: Gonzalo Salgueiro Marti Jelena Tomić Daniel García |  |

### Cuadro por el 9º-16º lugar
|  | Cuartos de final 9º-15º | Cuartos de final 9º-15º |          |       | Semifinales 9º-12º | Semifinales 9º-12º |      |                   | Partido 9º lugar  | Partido 9º lugar |  |
|  | 28 de junio             | 28 de junio             |          |       | 29 de junio        | 29 de junio        |      |                   | 1 de julio        | 1 de julio       |  |
|  |                         |                         |          |       |                    |                    |      |                   |                   |                  |  |
|  |                         |                         |          |       |                    |                    |      |                   |                   |                  |  |
|  | México                  | 51                      |          |       |                    |                    |      |                   |                   |                  |  |
|  | México                  | 51                      |          |       |                    |                    |      |                   |                   |                  |  |
|  | Malí                    | 73                      |          |       |                    |                    |      |                   |                   |                  |  |
|  | Malí                    | 73                      |          | Malí  | 53                 |                    |      |                   |                   |                  |  |
|  |                         |                         |          | Malí  | 53                 |                    |      |                   |                   |                  |  |
|  |                         |                         | Letonia  | 82    |                    |                    |      |                   |                   |                  |  |
|  | Letonia                 | 78                      | Letonia  | 82    |                    |                    |      |                   |                   |                  |  |
|  | Letonia                 | 78                      |          |       |                    |                    |      |                   |                   |                  |  |
|  | Corea del Sur           | 71                      |          |       |                    |                    |      |                   |                   |                  |  |
|  | Corea del Sur           | 71                      |          |       |                    |                    |      | Letonia           | 67                |                  |  |
|  |                         |                         |          |       |                    |                    |      | Letonia           | 67                |                  |  |
|  |                         |                         | Japón    | 72    |                    |                    |      |                   |                   |                  |  |
|  | Japón                   | 83                      | Japón    | 72    |                    |                    |      |                   |                   |                  |  |
|  | Japón                   | 83                      |          |       |                    |                    |      |                   |                   |                  |  |
|  | Brasil                  | 60                      |          |       |                    |                    |      |                   |                   |                  |  |
|  | Brasil                  | 60                      |          | Japón | 71                 |                    |      | Partido 11º lugar | Partido 11º lugar |                  |  |
|  |                         |                         |          | Japón | 71                 |                    |      | Partido 11º lugar | Partido 11º lugar |                  |  |
|  |                         |                         | Portugal | 59    |                    |                    |      |                   |                   |                  |  |
|  |                         |                         | Portugal | 59    |                    |                    | Malí | 69                |                   |                  |  |
|  |                         |                         |          |       |                    |                    | Malí | 69                |                   |                  |  |
|  |                         |                         |          |       |                    |                    |      |                   | Portugal          | 47               |  |
|  |                         |                         |          |       |                    |                    |      |                   | Portugal          | 47               |  |
|  |                         |                         |          |       |                    |                    |      |                   |                   |                  |  |

|  | Semifinales 13º-15º | Semifinales 13º-15º |        |        | Partido 13.eɾ lugar | Partido 13.eɾ lugar |  |
|  | 29 de junio         | 29 de junio         |        |        | 1 de julio          | 1 de julio          |  |
|  |                     |                     |        |        |                     |                     |  |
|  |                     |                     |        |        |                     |                     |  |
|  | México              | 60                  |        |        |                     |                     |  |
|  | México              | 60                  |        |        |                     |                     |  |
|  | Corea del Sur       | 57                  |        |        |                     |                     |  |
|  | Corea del Sur       | 57                  |        | México | 39                  |                     |  |
|  |                     |                     |        | México | 39                  |                     |  |
|  |                     |                     | Brasil | 64     |                     |                     |  |
|  |                     |                     | Brasil | 64     |                     |                     |  |
|  |                     |                     |        |        |                     |                     |  |
|  |                     |                     |        |        |                     |                     |  |
|  |                     |                     |        |        |                     |                     |  |
|  |                     |                     |        |        |                     |                     |  |

#### Cuartos de final del 9º–15º lugar
| 28 de junio | México                                                | 51–73                                 | Malí                                                        | Zaragoza                               |  |
| 09:45       | Parciales: 13-17, 14-14, 11-20, 13-22                 | Parciales: 13-17, 14-14, 11-20, 13-22 | Parciales: 13-17, 14-14, 11-20, 13-22                       |                                        |  |
|             | Estadísticas Payán 14 Cano, Rosas 8 Canseco 3 Cano 18 | Reporte Pts Reb Asts Val              | Estadísticas 23 Coulibaly 13 Kourouma 6 Doumbia 24 Kourouma | Pabellón: Pabellón Siglo XXI Árbitros: |  |

| 28 de junio | Japón                                                        | 83–60                                 | Brasil                                                          | Utebo                                                                                   |  |
| 11:30       | Parciales: 25-14, 22-19, 13-14, 23-13                        | Parciales: 25-14, 22-19, 13-14, 23-13 | Parciales: 25-14, 22-19, 13-14, 23-13                           |                                                                                         |  |
|             | Estadísticas Abe 21 Mima, Okuyama 10 Yamamoto 11 Fujinaga 19 | Reporte Pts Reb Asts Val              | Estadísticas 17 Lopes 9 da Silva 5 Nicoletti, da Silva 18 Lopes | Pabellón: Palacio de los Deportes Árbitros: Didier Shema-Maboko Pavel Fuska Sarah Carey |  |

| 28 de junio | Letonia                                     | 78–71                                 | Corea del Sur                                         | Zaragoza                                                                           |  |
| 12:00       | Parciales: 20-18, 17-21, 15-21, 26-11       | Parciales: 20-18, 17-21, 15-21, 26-11 | Parciales: 20-18, 17-21, 15-21, 26-11                 |                                                                                    |  |
|             | Estadísticas Lipe 26 Lipe 11 Lipe 8 Lipe 32 | Reporte Pts Reb Asts Val              | Estadísticas 15 J. Lee 5 I. Park 5 I. Park 16 J. Park | Pabellón: Pabellón Siglo XXI Árbitros: Susana Gómez Ricardo Hayles Andrada Csender |  |

#### Semifinales del 13º–15º lugar
| 29 de junio | México                                                     | 60–57                                | Corea del Sur                                      | Zaragoza                                                                      |  |
| 09:45       | Parciales: 13-21, 13-17, 13-11, 21-8                       | Parciales: 13-21, 13-17, 13-11, 21-8 | Parciales: 13-21, 13-17, 13-11, 21-8               |                                                                               |  |
|             | Estadísticas Ayala 21 Ayala 23 cuatro jugadoras 2 Ayala 24 | Reporte Pts Reb Asts Val             | Estadísticas 20 J. Lee 8 S. Lee 7 S. Lee 15 S. Lee | Pabellón: Pabellón Siglo XXI Árbitros: Ivor Matějek Alice Lei Andrada Csender |  |

#### Semifinales del 9º–12º lugar
| 29 de junio | Malí                                                     | 53–82                                 | Letonia                                       | Utebo                                                                                       |  |
| 11:30       | Parciales: 10-28, 10-11, 15-13, 18-30                    | Parciales: 10-28, 10-11, 15-13, 18-30 | Parciales: 10-28, 10-11, 15-13, 18-30         |                                                                                             |  |
|             | Estadísticas Kourouma 13 Sangare 8 Sangare 2 Kourouma 19 | Reporte Pts Reb Asts Val              | Estadísticas 19 Gulbe 13 Lipe 5 Ozola 22 Lipe | Pabellón: Palacio de los Deportes Árbitros: Sarah Carey Sun Hee Hong Amirhossein Safarzadeh |  |

| 29 de junio | Japón                                      | 71–59                                 | Portugal                                           | Zaragoza                                                                           |  |
| 12:00       | Parciales: 19-21, 15-10, 17-13, 20-15      | Parciales: 19-21, 15-10, 17-13, 20-15 | Parciales: 19-21, 15-10, 17-13, 20-15              |                                                                                    |  |
|             | Estadísticas Abe 19 Okuyama 7 Abe 7 Abe 18 | Reporte Pts Reb Asts Val              | Estadísticas 15 Ramos 10 Silva 4 Serranho 13 Silva | Pabellón: Pabellón Siglo XXI Árbitros: Igor Mitrovski Ricardo Hayles Babacar Guèye |  |

#### Partido por el 13º lugar
| 1 de julio | México                                               | 39–64                                | Brasil                                                          | Zaragoza                                                                              |  |
| 11:00      | Parciales: 16-12, 2-14, 10-13, 11-25                 | Parciales: 16-12, 2-14, 10-13, 11-25 | Parciales: 16-12, 2-14, 10-13, 11-25                            |                                                                                       |  |
|            | Estadísticas Ruiz 18 Ayala 12 Canseco 3 Cano, Ruiz 9 | Reporte Pts Reb Asts Val             | Estadísticas 17 de Oliveira 12 da Silva 9 Nicoletti 24 da Silva | Pabellón: Pabellón Siglo XXI Árbitros: Nicolas Fernandes Alexey Davydov Babacar Guèye |  |

#### Partido por el 11.º lugar
| 1 de julio | Malí                                                                    | 69–47                                | Portugal                                         | Zaragoza                                                                           |  |
| 12:15      | Parciales: 16-12, 20-5, 15-13, 18-17                                    | Parciales: 16-12, 20-5, 15-13, 18-17 | Parciales: 16-12, 20-5, 15-13, 18-17             |                                                                                    |  |
|            | Estadísticas Kourouma 19 Kourouma 14 Coulibaly, M. Traoré 3 Kourouma 31 | Reporte Pts Reb Asts Val             | Estadísticas 9 Chermiti 8 Silva 7 Ramos 10 Silva | Pabellón: Palacio de los Deportes Árbitros: Jelena Tomić Alice Lei Andrada Csender |  |

#### Partido por el 9º lugar
| 1 de julio | Letonia                                        | 67–72                                 | Japón                                                                 | Zaragoza                                                                           |  |
| 14:30      | Parciales: 26-20, 14-14, 11-20, 16-18          | Parciales: 26-20, 14-14, 11-20, 16-18 | Parciales: 26-20, 14-14, 11-20, 16-18                                 |                                                                                    |  |
|            | Estadísticas Gulbe 20 Lipe 11 Ozola 4 Gulbe 23 | Reporte Pts Reb Asts Val              | Estadísticas 19 Fujinaga 7 Yamamoto 4 Kabashima, Yamamoto 16 Fujinaga | Pabellón: Palacio de los Deportes Árbitros: Susana Gómez Sun Hee Hong Ivor Matějek |  |

### Cuadro por el 5º-8º lugar
|  | Semifinales 5º-8º | Semifinales 5º-8º |                 |        | Partido 5º lugar | Partido 5º lugar |  |
|  | 30 de junio       | 30 de junio       |                 |        | 2 de julio       | 2 de julio       |  |
|  |                   |                   |                 |        |                  |                  |  |
|  |                   |                   |                 |        |                  |                  |  |
|  | Canadá            | 72                |                 |        |                  |                  |  |
|  | Canadá            | 72                |                 |        |                  |                  |  |
|  | España            | 75                |                 |        |                  |                  |  |
|  | España            | 75                |                 | España | 51               |                  |  |
|  |                   |                   |                 | España | 51               |                  |  |
|  |                   |                   | República Checa | 63     |                  |                  |  |
|  | República Checa   | 62                | República Checa | 63     |                  |                  |  |
|  | República Checa   | 62                |                 |        |                  |                  |  |
|  | Francia           | 55                |                 |        | Partido 7º lugar | Partido 7º lugar |  |
|  | Francia           | 55                |                 |        | Partido 7º lugar | Partido 7º lugar |  |
|  |                   |                   |                 |        |                  |                  |  |
|  |                   |                   |                 |        | Canadá           | 58               |  |
|  |                   |                   |                 |        | Canadá           | 58               |  |
|  |                   |                   |                 |        | Francia          | 53               |  |
|  |                   |                   |                 |        | Francia          | 53               |  |
|  |                   |                   |                 |        |                  |                  |  |

#### Semifinales del 5º–8º lugar
| 30 de junio | Canadá                                                                   | 72–75                                 | España                                                        | Utebo                                                                                        |  |
| 16:45       | Parciales: 17-21, 22-15, 18-14, 15-25                                    | Parciales: 17-21, 22-15, 18-14, 15-25 | Parciales: 17-21, 22-15, 18-14, 15-25                         |                                                                                              |  |
|             | Estadísticas Jerome, Amihere 15 Amihere 12 Hall, Pellington 4 Amihere 17 | Reporte Pts Reb Asts Val              | Estadísticas 17 Galerón 10 Serrat 7 González, Ayuso 23 Serrat | Pabellón: Palacio de los Deportes Árbitros: Ingus Baumanis Sarah Carey James Alexander Boyer |  |

| 30 de junio | Francia                                              | 62–55                                | República Checa                                                                         | Utebo                                                                                  |  |
| 19:00       | Parciales: 19-11, 14-12, 13-24, 9-15                 | Parciales: 19-11, 14-12, 13-24, 9-15 | Parciales: 19-11, 14-12, 13-24, 9-15                                                    |                                                                                        |  |
|             | Estadísticas Tahane 16 Brochant 7 Tahane 3 Tahane 14 | Reporte Pts Reb Asts Val             | Estadísticas 14 Voráčková 5 Brabencová, Smutná, Tomancova 4 Sotolová, Rašková 12 Šípová | Pabellón: Palacio de los Deportes Árbitros: Jelena Tomić Andrada Csender Viola Györgyi |  |

#### Partido por el 7º lugar
| 2 de julio | Canadá                                                        | 58–53                                | Francia                                            | Zaragoza                                                                       |  |
| 13:30      | Parciales: 14-8, 15-17, 17-11, 12-17                          | Parciales: 14-8, 15-17, 17-11, 12-17 | Parciales: 14-8, 15-17, 17-11, 12-17               |                                                                                |  |
|            | Estadísticas Shand 12 Amihere 8 cuatro jugadoras 2 Amihere 12 | Reporte Pts Reb Asts Val             | Estadísticas 10 Mbaye 7 Fofana 3 Gnago 12 Brochant | Pabellón: Pabellón Siglo XXI Árbitros: Ingus Baumanis Susana Gómez Sarah Carey |  |

#### Partido por el 5º lugar
| 2 de julio | España                                              | 51–63                               | República Checa                                                    | Zaragoza                                                                                |  |
| 16:00      | Parciales: 18-15, 15-20, 14-7, 4-21                 | Parciales: 18-15, 15-20, 14-7, 4-21 | Parciales: 18-15, 15-20, 14-7, 4-21                                |                                                                                         |  |
|            | Estadísticas Ayuso 14 Galerón 8 González 8 Ayuso 10 | Reporte Pts Reb Asts Val            | Estadísticas 15 Smutná 13 Vitulová 2 Smutná, Sotolová 16 Voráčková | Pabellón: Pabellón Siglo XXI Árbitros: Igor Mitrovski Andrada Csender Nicolas Fernandes |  |

## Fase Final

#### Cuartos de final
| 29 de junio | Canadá                                                                    | 56–58                                 | Italia                                                     | Zaragoza                                                                            |  |
| 14:15       | Parciales: 16-16, 12-17, 11-11, 17-14                                     | Parciales: 16-16, 12-17, 11-11, 17-14 | Parciales: 16-16, 12-17, 11-11, 17-14                      |                                                                                     |  |
|             | Estadísticas Pellington 14 Amihere 15 Pellington 3 Pellington, Amihere 11 | Reporte Pts Reb Asts Val              | Estadísticas 14 Madera 14 Madera 3 Pinzan, Vella 18 Madera | Pabellón: Pabellón Siglo XXI Árbitros: Tiffany Bird Omar Bermúdez Nicolas Fernandes |  |

| 29 de junio | China                                       | 55–51                               | España                                                    | Zaragoza                                                                         |  |
| 16:30       | Parciales: 16-15, 17-16, 8-13, 14-7         | Parciales: 16-15, 17-16, 8-13, 14-7 | Parciales: 16-15, 17-16, 8-13, 14-7                       |                                                                                  |  |
|             | Estadísticas Han 18 Han 18 J. Wang 9 Han 34 | Reporte Pts Reb Asts Val            | Estadísticas 14 Serrat 11 Serrat 4 L. Rodríguez 16 Serrat | Pabellón: Pabellón Siglo XXI Árbitros: Sebastian Negrón Jelena Tomić Pavel Fuska |  |

| 29 de junio | Australia                                                | 83–53                                 | República Checa                                                            | Zaragoza                                                                        |  |
| 18:45       | Parciales: 11-12, 20-15, 25-11, 27-15                    | Parciales: 11-12, 20-15, 25-11, 27-15 | Parciales: 11-12, 20-15, 25-11, 27-15                                      |                                                                                 |  |
|             | Estadísticas Magbegor 20 Simmons 15 Simmons 5 Simmons 28 | Reporte Pts Reb Asts Val              | Estadísticas 12 Brabencová 4 Brabencová, Kopecká 3 Voráčková 15 Brabencová | Pabellón: Pabellón Siglo XXI Árbitros: Yener Yılmaz Fabiano Huber Viola Györgyi |  |

| 29 de junio | Francia                                           | 45–56                                | Estados Unidos                                             | Zaragoza                                                                     |  |
| 21:00       | Parciales: 14-17, 13-11, 11-16, 7-12              | Parciales: 14-17, 13-11, 11-16, 7-12 | Parciales: 14-17, 13-11, 11-16, 7-12                       |                                                                              |  |
|             | Estadísticas Tahane 13 Mbandu 7 Pouye 3 Tahane 13 | Reporte Pts Reb Asts Val             | Estadísticas 17 Williams 10 Bailey 4 Henderson 19 Williams | Pabellón: Pabellón Siglo XXI Árbitros: Aare Halliko Susana Gómez Takaki Kato |  |

#### Semifinales
| 1 de julio | Italia                                             | 62–51                                | China                                        | Zaragoza                                                                            |  |
| 13:30      | Parciales: 9-12, 18-14, 17-12, 18-13               | Parciales: 9-12, 18-14, 17-12, 18-13 | Parciales: 9-12, 18-14, 17-12, 18-13         |                                                                                     |  |
|            | Estadísticas Madera 21 Madera 8 Pinzan 5 Madera 30 | Reporte Pts Reb Asts Val             | Estadísticas 13 Han 15 Han 4 L. Zhang 24 Han | Pabellón: Pabellón Siglo XXI Árbitros: Sebastián Negrón Daniel García Viola Györgyi |  |

| 1 de julio | Estados Unidos                                                               | 60–73                                 | Australia                                                | Zaragoza                                                                       |  |
| 16:00      | Parciales: 13-16, 14-20, 19-23, 14-14                                        | Parciales: 13-16, 14-20, 19-23, 14-14 | Parciales: 13-16, 14-20, 19-23, 14-14                    |                                                                                |  |
|            | Estadísticas Nelson-Ododa 17 Donson 13 Henderson, Prohaska 3 Nelson-Ododa 26 | Reporte Pts Reb Asts Val              | Estadísticas 23 Shelley 10 Magbegor 6 Simmons 23 Shelley | Pabellón: Pabellón Siglo XXI Árbitros: Yener Yılmaz Igor Mitrovski Takaki Kato |  |

#### Partido por la medalla de bronce
| 2 de julio | China                                      | 50–65                               | Estados Unidos                                                         | Zaragoza                                                                                |  |
| 18:30      | Parciales: 7-11, 11-17, 25-18, 7-19        | Parciales: 7-11, 11-17, 25-18, 7-19 | Parciales: 7-11, 11-17, 25-18, 7-19                                    |                                                                                         |  |
|            | Estadísticas Han 16 Han 9 J. Wang 3 Han 16 | Reporte Pts Reb Asts Val            | Estadísticas 15 Mikesell 11 Bailey 4 Henderson 19 Dodson, Nelson-Ododa | Pabellón: Pabellón Siglo XXI Árbitros: Omar Bermúdez Jelena Tomić James Alexander Boyer |  |

#### Final
| 2 de julio | Italia                                               | 38–62                               | Australia                                             | Zaragoza                                                                      |  |
| 21:00      | Parciales: 9-14, 7-17, 11-16, 11-15                  | Parciales: 9-14, 7-17, 11-16, 11-15 | Parciales: 9-14, 7-17, 11-16, 11-15                   |                                                                               |  |
|            | Estadísticas Verona 13 Trucco 6 del Pero 2 Verona 12 | Reporte Pts Reb Asts Val            | Estadísticas 18 Conti 12 Simmons 5 Shelley 21 Simmons | Pabellón: Pabellón Siglo XXI Árbitros: Tiffany Bird Viola Györgyi Takaki Kato |  |

| Bandera de Australia         |
| Campeón Australia 1eɾ título |

## Medallero
| Italia | Australia | Estados Unidos |

## Clasificación final
| Pos.              | Equipo          | Balance |
| ----------------- | --------------- | ------- |
| Medalla de oro    | Australia       | 6 - 0   |
| Medalla de plata  | Italia          | 5 - 2   |
| Medalla de bronce | Estados Unidos  | 6 - 1   |
| 4º                | China           | 4 - 3   |
| 5º                | República Checa | 4 - 3   |
| 6º                | España          | 5 - 2   |
| 7º                | Canadá          | 4 - 2   |
| 8º                | Francia         | 2 - 5   |
| 9º                | Japón           | 4 - 2   |
| 10º               | Letonia         | 2 - 4   |
| 11º               | Malí            | 3 - 4   |
| 12º               | Portugal        | 1 - 5   |
| 13º               | Brasil          | 2 - 4   |
| 14º               | México          | 1 - 6   |
| 15º               | Corea del Sur   | 0 - 6   |

### Equipo ideal
- Mejor jugadora del campeonato —MVP—: Ezi Magbegor ( Australia) [1]

| Posición  | Nombre          | País      |
| --------- | --------------- | --------- |
| Base      | Monique Conti   | Australia |
| Escolta   | Jasmine Simmons | Australia |
| Alero     | Ezi Magbegor    | Australia |
| Ala-pivot | Sara Madera     | Italia    |
| Pivot     | Han Xu          | China     |